# Sadness
Sadness är en amerikansk musikgrupp inom genren depressive suicidal black metal, bildad 2014. Gruppens låtar behandlar ämnen som sorg, vemod, längtan och depression. Den ende medlemmen i bandet Sadness är Damián Antón Ojeda.

## Diskografi
- 2014 Close
- 2014 Fading Days Away...
- 2015 ...and Longing Are the Endless Waves
- 2015 Wounded Solitude
- 2015 Distances...
- 2015 The Rain That Falls Alone...
- 2016 Acjétêc
- 2016 Such a Short Time...
- 2016 Somewhere Along Our Memory
- 2016 Rose / Lavender
- 2017 Leave
- 2018 Rain
- 2019 Circle of Veins
- 2019 I Want to Be There
- 2020 Alluring the Distant Eye
- 2021 April Sunset
- 2021 _____
- 2022 Tortuga
- 2024 Your Perfect Hands and My Repeated Words
- 2024 I Want to Make Something as Beautiful as You
- 2024 I Love You